# Royal Borough of Kensington and Chelsea
Royal Borough of Kensington and Chelsea är en kommun (London borough) i London.
Kommunerna Kensington och Chelsea slogs 1965 ihop till en kommun, som är belägen i västra delen av centrala London. Här ligger bland annat Kings Road, 1960- och 70-talens stora modegata.

## Kända attraktioner
Albert Memorial är ett minnesmärke över prins Albert, uppfört 1872 av drottning Victoria. Mittemot ligger Royal Albert Hall, bl.a. säte för de kända årliga "prom concerts". Kensington Palace har varit bostad åt drottning Victoria, prinsessan Margaret och prinsessan Diana. Både Albert Memorial och Kensington Palace ligger i parken Kensington Gardens.
Stamford Bridge, Chelsea FC:s hemmaarena ligger i Fulham, på gränsen till Chelsea.
Victoria and Albert Museum, grundat 1852.

## Distrikt
Distrikt som helt eller delvis ligger i Kensington and Chelsea. 
- Brompton
- Chelsea
- Earls Court
- Holland Park
- Kensington
- Notting Hill
- North Kensington
- South Kensington
- West Brompton